# Џорџија Ли Веле
Џорџија Ли Веле (енгл. Georgia-Leigh Vele; Гоулд Коуст, 11. децембар 1998) папуанска је пливачица аустралијског порекла, учесница олимпијских игара и национална рекордерка, чија ужа специјалности су спринтерске трке слободним стилом. 
На свечаној церемонији отварања Летњих олимпијских игара 2024. у Паризу носила је заставу своје земље, заједно са теквондистом Гибсоном Маром. 

## Спортска каријера
Џорџија је дебитовала на међународним такмичењима за Папуа Нову Гвинеју на првенству Океаније које је 2018. одржано управо у тој земљи. У децембру исте године по први пут је учествовала и на неком од такмичења светских првенстава, пошто је наступила на Првенству света у малим базенима, одржаном у кинеском Хангџоуу.
На светским првенствима у великим базенима је дебитовала у корејском Квангџуу 2019, где јој је најбољи резултат било 45. место у конкуренцији 64 такмичарке у трци на 50 метара делфин стилом. 
Наредне две године се углавном такмичила на мањим митинзима по Аустралији, а повратак на светску сцену је имала у Будимпешти 2022, на светском првенству. Исте године пливала је и на Играма Комонвелта у Бирмингему, те на Светском првенству у малим базенима у Мелбурну. 
На светском првенству у Фукуоки 2023. успела је да исплива нови национални рекорд у трци на 100 слободно (51. место), док је трку на 50 слободно завршила на 66. позицији у конкуренцији 102 такмичарке.   
Највећи успех у дотадашњој пливачкој каријери остварила је на Панпацифичким играма у Хонијари на Соломонима, пошто је у финалној трци на 50 метара прсним стилом одржаној 21. новембра 2023. освојила бронзану медаљу, своју прву у каријери. Уједно је пливала у финалима свих трка у којима је учествовала. 
На свом четвртом узастопном учешћу на светским првенствима, у Дохи 2024, пливала је у квалификационим тркама на 50 слободно (68. место) и 100 слободно (57. место).  Два месеца касније, на првенству Океаније у Гоулд Коусту осваја чак пет медаља — два сребра (женска штафета 4×100 слободно и микс штафета 4×100 слободно) и три бронзе (50 делфин, женске штафете на 4×100 мешовито и 4×200 слободно). 
Захваљујући специјалној позивници учествовала је на Олимпијским играма у Паризу 2024. године. У  Паризу је пливала у квалификацијама трке на 50 метара слободним стилом. Наступила је у петој квалификационој групи где је пливала у стази 5, и са временом од 27.61 секунди заузела је четврто место у својој квалификационој групи, односно укупно 44. место у конкуренцији 79 такмичарки. Заједно са теквондистом Гибсоном Маром носила је заставу своје земље на церемонији отварања Игара у Паризу. 